# 보풀루
보풀루(영어: Bopolu)는 라이베리아 바르폴루 주의 주도이다. 몬로비아에서 남북쪽으로 100km 정도 떨어진 곳에 위치한다. 2008년 임시 인구 조사에 따르면 인구는 2,908명(남자: 1,547명, 여자: 1,361명)이다.